# Johannes Khuen
Johannes Khuen, ab 1655 Kuen, auch Johann Kain (* 1606 in Moosach, bei München, Rentamt München, Herzogtum Bayern; † 14. November 1675 in München, Kurfürstentum Bayern) war ein deutscher katholischer Dichter des Barock.

## Leben
Der begabte Bauernjunge erhielt durch Vermittlung des Dorfpfarrers ein Stipendium am Jesuitenkollegium in München (heute Wilhelmsgymnasium München) und schloss dieses 1625 ab. Er studierte Theologie und wurde 1630 zum Priester geweiht. 1631 wurde er Kaplan an der Kirche Sankt Peter in München, wo er 1634 eine Pfründe erhielt. Von diesen beiden Benefizien lebte er bescheiden bis an sein Lebensende.
Khuen verfasste eine große Zahl geistlicher Lieder sowie neulateinische und deutsche Gedichte mit meist moralisierender Aussage, die in großen Sammelbänden veröffentlicht wurden. Seine Kirchenlieder weisen einen deutlich volkstümlichen Charakter auf. Häufig verwendet er den Topos des Todes als letzte, gerechte Instanz. Khuens Lieder hatten weitreichenden Einfluss, u. a. auf Abraham a Sancta Clara. Noch Clemens Brentano nahm einige von ihnen in Des Knaben Wunderhorn auf. Das im katholischen Gesangbuch Gotteslob enthaltene Marienlied Sag an, wer ist doch diese (GL 531) basiert auf Vorlagen von Khuen.

## Werke
- Epithalamium Marianum, oder Tafel Music, dess himmlischen Frauenzimmers, mit neuen geistlichen Gesänglein gezieret. 1636, 1638 (urn:nbn:de:bvb:12-bsb00015170-6), 1644 (urn:nbn:de:bvb:12-bsb10311388-3), 1659 (urn:nbn:de:bvb:12-bsb10913903-0).
- Convivium Marianum, Freudenfest dess himmlischen Frauenzimmers, mit 12 neuen Gesänglein geziert. 1637 (urn:nbn:de:bvb:12-bsb10207210-9).
- Drey schöne neue geistliche Lieder. 1637 (urn:nbn:de:bvb:12-bsb10924679-3), 1643 (urn:nbn:de:gbv:23-drucke/xb-86730).
- Florilegium Marianum, der brinnendt Dornbusch. 1638 (urn:nbn:de:bvb:12-bsb10207209-7).
- Die geistlich Turteltaub. 1639 (urn:nbn:de:bvb:12-bsb00009625-6).
- Cor contritum et humiliatum, Engelfreud oder Bussseufftzer. 1640 (urn:nbn:de:bvb:12-bsb00096239-7).
- Mausoleum Salomonis, der Potentaten Grabschrifft, Urlaub und Abschidt. 1641 (urn:nbn:de:bvb:12-bsb00096240-9), 1665 (urn:nbn:de:bvb:12-bsb10114467-8).
- Tabernacula pastorum, die geistliche Schäfferey. 1650 (urn:nbn:de:bvb:12-bsb00094325-0), 1670 (urn:nbn:de:bvb:12-bsb10379200-0).
- Munera pastorum, Hirten-Ambt, und anweisung der geistlichen Schäfferey getreulich vorzustehn. 1651 (urn:nbn:de:bvb:12-bsb11289229-9).
- Gaudia pastorum, Schäffer Freud, oder Triumph der geistlichen Schäfferey. 1655 (urn:nbn:de:bvb:12-bsb11289230-1).
- Aquila grandis. 1665 (urn:nbn:de:bvb:12-bsb10264140-4).
- Desiderium Collium Aeternorum, Engel-Post. 1669 (urn:nbn:de:bvb:12-bsb11291052-8).
- Universae Carnis Threnodia Schwanen-Gesang/Deß allgemeinen Undergangs des gantzen Menschlichen Geschlechts. 1674 (urn:nbn:de:bvb:12-bsb10381679-8).

## Werkausgaben
- Rupert Hirschenauer, Hans Grassl (Hrsg.): Johannes Khuen, ein Dichter des bayerischen Barock. Ausgewählte Texte und Melodien. Schnell & Steiner, München/Zürich 1961, OCLC 603957802/OCLC 264701675.